# إيرينا بوناروشكو
إيرينا بوناروشكو (14 أكتوبر 1982) (الروسية: Ирена Понарошку) هي إعلامية روسية، تعرف باسم (VJ) وتُفدم برنامج (Russkaya 10-ka) على قناة (إم تي في روسيا). تكتب عمودًا أسبوعيًا لمجلة (OK!).
درست الاقتصاد في الجامعة الروسية لصداقة الشعوب في موسكو.

## روابط خارجية
- Official Site
- irenaponaroshkuعلى تويتر.
- Профиль на face.ru[وصلة مكسورة]